# Golden Delicious

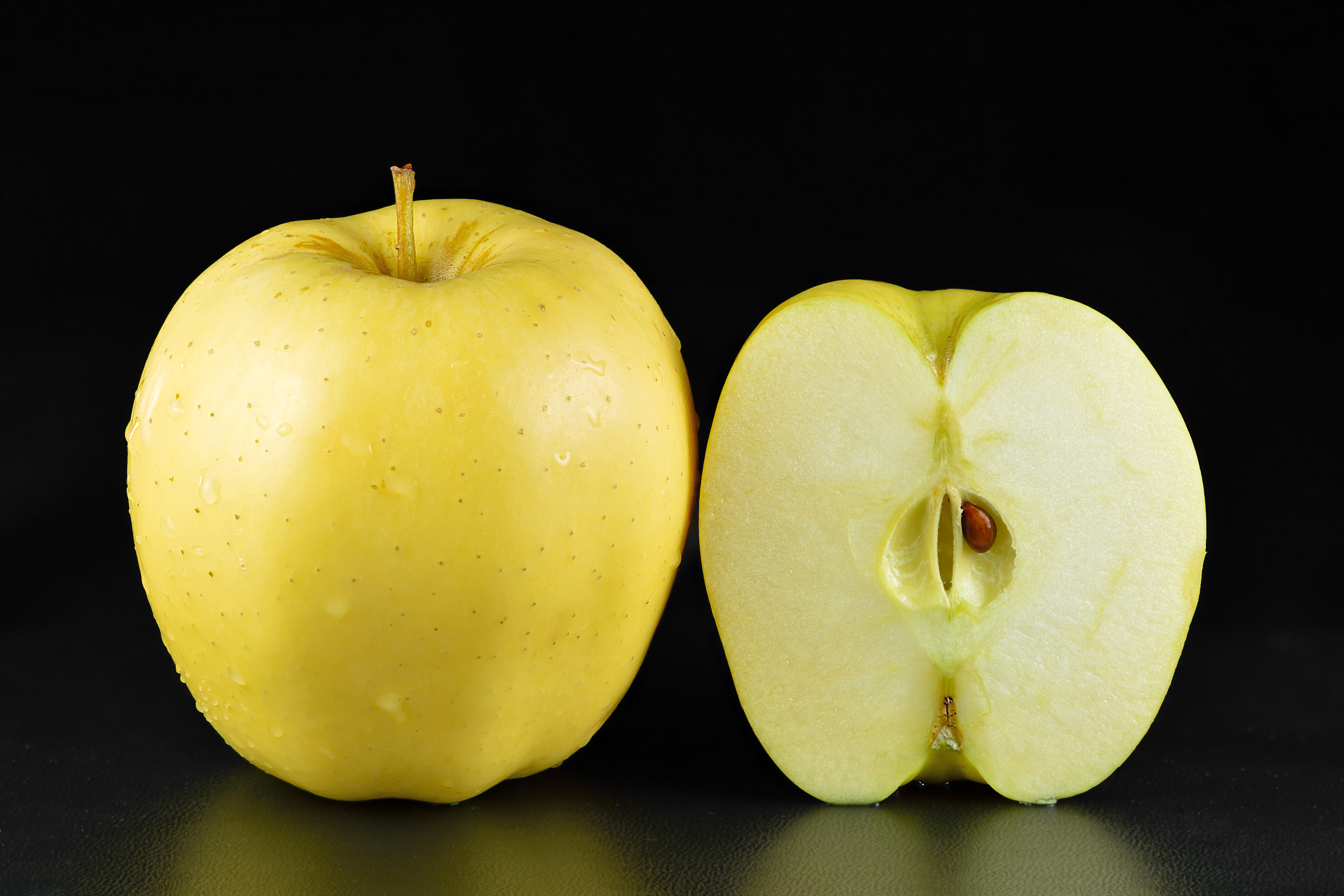
Golden Delicious

Golden Delicious är en gröngul äpplesort med småprickigt skal. Äppelsorten hittades på 1890-talet i USA.
Golden Delicious odlas inte i någon stor omfattning i Sverige. Sorten importeras emellertid mycket.
Golden Delicious är inte nära besläktad med Red Delicious-äpplet.